# Calophasia stigmatica
Calophasia stigmatica là một loài bướm đêm trong họ Noctuidae.